# San Antonio Challenger 2003
Il San Antonio Challenger 2003 è stato un torneo di tennis facente parte della categoria ATP Challenger Series nell'ambito dell'ATP Challenger Series 2003. Il torneo si è giocato a San Antonio negli Stati Uniti dal 22 al 28 settembre 2003 su campi in cemento.

## Vincitori

### Singolare
Dmitrij Tursunov ha battuto in finale  Sébastien de Chaunac con il punteggio di 6–2, 6(3)–7, 6–4

### Doppio
Paul Goldstein /  Jeff Morrison hanno battuto in finale  Tomáš Cakl /  Louis Vosloo con il punteggio di 6–3, 6–2